# Arthur Tourtellot
Arthur Bernon Tourtellot, né le 23 juillet 1913 et mort en octobre 1977, est un écrivain, scénariste et producteur américain. 
Il est notamment connu pour son livre Lexington and Concord (1959) sur les batailles de Lexington et Concord.